# 哈塔兔淖
哈塔兔淖是一个位于中国内蒙古自治区伊克昭盟的湖泊，面积约为1.51平方千米，属于蒙新高原区。它的一级流域为内流区诸河，二级流域为鄂尔多斯内流区。